# Kurt Schmischke
Kurt Schmischke (* 6. Juli 1923 in Osterode (Ostpreußen); † 30. September 2004 in Hamburg) war ein deutscher Maler, Grafiker und Illustrator von Seeschifffahrtsgeschichten.
Kurt Schmischke lebte in Hamburg-Wellingsbüttel und später in Poppenbüttel. Dort arbeitete er, umgeben von zahlreichen Nautika, Schiffsmodellen und einer umfangreichen Bibliothek wie in einem eigenen kleinen Schifffahrtsmuseum.

## Kindheit und Jugend
Kurt Schmischke wurde 1923 in Osterode, Ostpreußen – nahe den masurischen Seen – geboren. Als er fünf Jahre alt war, zog die Familie nach Berlin, wo er seine Kindheit und Jugend verbrachte. Die Sommerferien verlebte er immer wieder bei seinen Großeltern auf dem Land, im masurischen Gusenofen. Dort fand er eines Tages ein verstaubtes Exemplar von Köhlers „Deutschem Flotten-Kalender“, Jahrgang 1915. Diese Lektüre faszinierte ihn und führte ihn sozusagen auf seinen maritimen Weg.

## Wehrdienst und Ausbildung
Nach dem Zweiten Weltkrieg, den Kurt Schmischke als Soldat in Russland erlebte, begann er ein Studium an der Hochschule für Bildende Künste in Berlin in der Sparte Bühnenbild. Bald wechselte er – seinen Neigungen entsprechend – in die Klasse für freie Graphik und Illustration.

## Berufliche Entwicklung

### Die frühen Jahre
Ab 1957 lebte er in Hamburg, in der Nähe von Wasser, Hafen und Schiffen. Seinen Lebensunterhalt bestritt er zunächst mit Arbeiten für eine Werbeagentur. Bald fand man seine Illustrationen aber auch im „Hamburger Abendblatt“, der „Bild“, der „Hör Zu“ und anderen populären Publikationen. Für verschiedenen Jugendbuchverlage (Göttinger Jugendbücher, Boje Verlag u. a.) illustrierte er Klassiker wie „Die Schatzinsel“ und „Moby Dick“, aber auch erfolgreiche Serien wie „Die fünf Freunde“. 1966 erschienen seine Illustrationen zu den erstmals 1924 herausgegebenen Persischen Liebesgeschichten.

### Das Maritime
Entscheidend für seinen weiteren künstlerischen Lebensweg war die Begegnung mit Ludwig Dinklage, Redakteur der „Yacht“ und Chefredakteur von „Köhlers Deutschem Flottenkalender“. Beide Publikationen veröffentlichten seine Illustrationen. Dinklage lud Schmischke schließlich auch zu dessen erstem Segeltörn ein, der ihn nach Helgoland führte.
Danach war die Seefahrt, die Segelei, eben das Maritime sein Hauptschaffensgebiet. Über viele Jahre erfreute er die Leser der „Yacht“ mit seinen typischen Illustrationen aus der Segelei. Besonders populär wurde auch seine Figur des Seglers Gustav, zu den Geschichten von Wolfgang J. Krauss, in der sich jeder Fahrtensegler wiedererkennen konnte.
Auf vielen Reisen in der Nord- und Ostsee, im Mittelmeer und Atlantik, auf Yachten, Frachtern oder Windjammern wie der „Gorch Fock“ und „Sea Cloud“, hielt er seine Eindrücke mit Feder und Bleistift, vor allem aber als Aquarell fest. Er verstand es, Stimmungen und Situationen mit wenigen Strichen einzufangen und dem Betrachter zu vermitteln. Dabei erkennt man in seinen mit außergewöhnlichem künstlerischem Talent geschaffenen Aquarellen in der Detailwiedergabe auch sein hohes fachliches nautisches Wissen.